# Intrusão Francesa no Amapá
A Intrusão Francesa no Amapá ocorreu em 15 de maio de 1895, na fronteira entre o Amapá e a Guiana Francesa, sendo o evento culminante da disputa territorial conhecida como Contestado franco-brasileiro. Tal evento foi marcado pela invasão de tropas francesas em território brasileiro, comandadas pelo capitão Charles-Louis Lunier. A invasão foi repelida pelo general honorário do exército brasileiro Francisco Xavier da Veiga Cabral.
Após a defesa do Amapá, Veiga Cabral se tornou um dos maiores heróis da história do estado. Na época, uma frase foi dita que acabou marcando o sentimento do povo do Amapá em relação a Veiga Cabral: “Se é grande o Cabral que nos descobriu, maior é o Cabral que nos defendeu!”

## Brasileiros mortos
No dia 1º de junho estivera na redação do jornal um enviado de Cabral, Maximiano José do Nascimento, portador, com Francisco do Couto, de correspondência do presidente do Triunvirato para o governador Lauro Sodré, segue os nomes:
- Joaquim Pracuúba, de 10 anos, queimado vivo em sua própria casa — semi-paralítico, não tivera tempo de fugir às chamas;

- Margarida de Freitas, de 32 anos, massacrada com o filho do colo;

- Clemente Freitas, de 80 anos, morto com tiro de fuzil quando se encontrava deitado em uma rede, no interior de sua residência;

- José Rodrigues Rosas, de 30 anos, morto a tiros;

- Joaquim Rodrigues, de 37 anos, morto a tiros;

- Manuel Joaquim Ferreira, de 35 anos, morto a tiros;

- Gertrudes de Macedo, de 30 anos, casada, massacrada;

- Ana, mulher de Emídio, massacrada;

- Sebastiana, filha de Emídio, massacrada;

- Ana Vieira Branco, de 37 anos, casada com Manuel Gomes Branco, morta juntamente com seus quatro filhos menores, o último com quatro meses de idade;

- Solindo, filho de Emídio, massacrado;

- Joaquim, músico, de 17 anos, empregado de Emídio;

- Raimundo Marcelino de Siqueira, de 57 anos, massacrado;

- Maria Floripes do Amaral, de 45 anos, casada, massacrada em sua casa;

- Domingos Favacho, de 37 anos, solteiro, morto a tiros;

- Francisca Favacho, de 44 anos, casada, massacrada;

- Caetano Favacho, 37 anos, solteiro, morto a tiros;

- Carolina, de 37 anos, solteira, morta a tiros;

- Gemino de Morais, de 21 anos, morto a tiros;

- José de Morais, 15 anos, viúvo, massacrado;

- Maria Cooly, de 24 anos, massacrada;

- Fabrício, de 18 meses, filho de Maria Cooly, morto com a mãe;

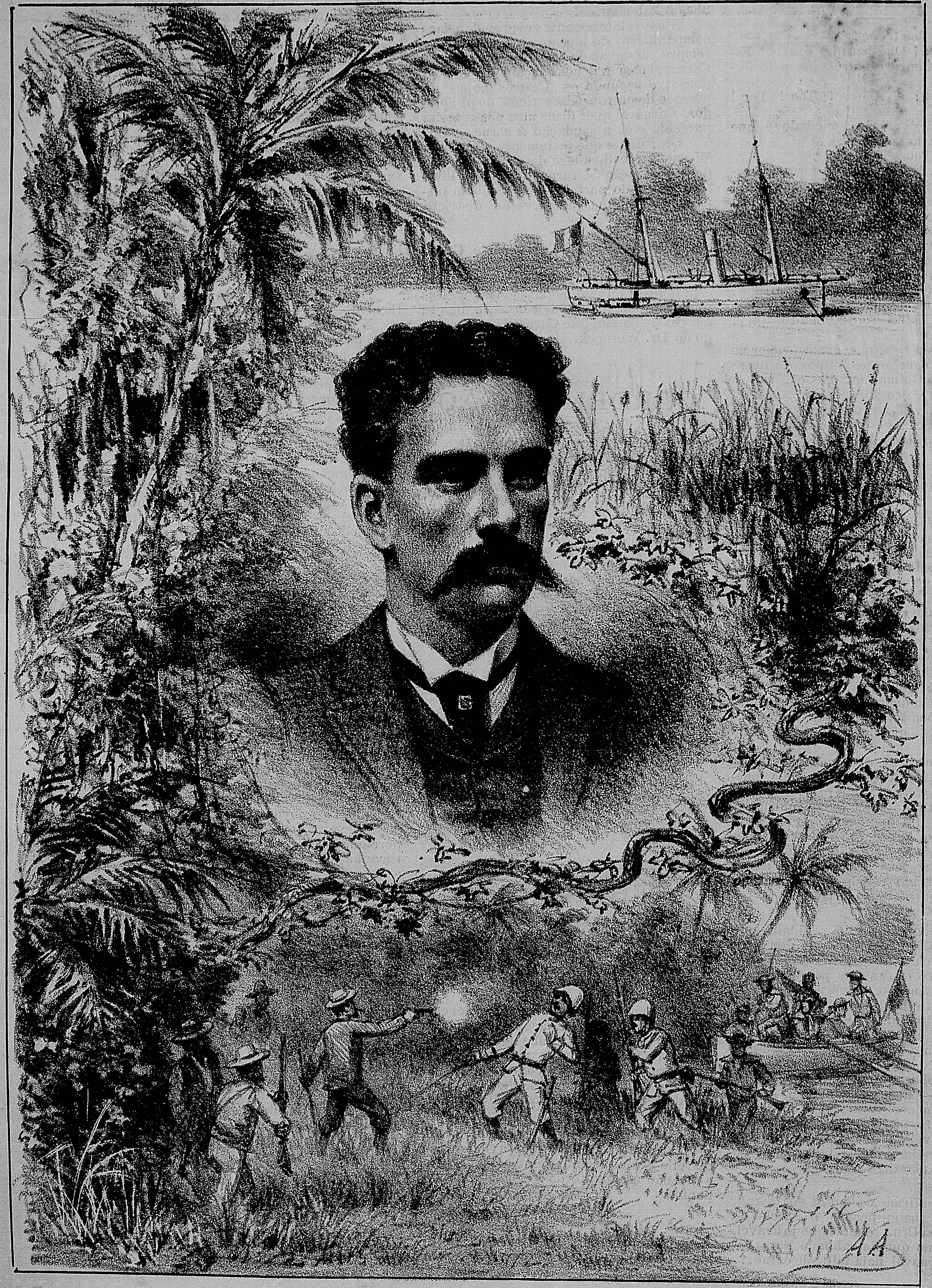
Gravura de Francisco Xavier da Veiga Cabral por Angelo Agostini.

- Leocádia Tambor, de 48 anos, casada, massacrada em sua casa;

- Manuel, de 7 anos, massacrado juntamente com a mãe;

- Alfrida Batista da Silva, de 13 anos de idade, morta com a mãe;

- Feliciano Ramos, de 65 anos, casado, morto a tiros;

- Pedro Chaves dos Santos, de 26 anos, casado, morto a tiros;

- Francisco Manuel Rodrigues, português, com 44 anos, massacrado;

- Rosa Xavier, de 16 anos, casada, massacrada;

- Antônio Bonifácio Belmiro, de 19 anos — serviu de guia aos franceses, sob prisão e logo a seguir foi colocado à frente dos combatentes, servindo de barricada;

- Cipriano, menor, filho de Manuel Domingos, massacrado;

- Mateus Leite, de 30 anos — não foi encontrado o seu cadáver;

- Manuel dos Santos, de 49 anos, morto em fuga;

- Raimundo Brasil, de 9 anos, filho de Francelino de Freitas, massacrado;

- João de Deus, de 42 anos, morto em casa de Bernardo Batista da Silva.